# NGC 850
NGC 850 è una galassia lenticolare situata nella costellazione della Balena, a una distanza di circa 380 milioni di anni luce dalla nostra Via Lattea.

## Scoperta
La galassia è stata scoperta il 6 gennaio 1785 dall'astronomo britannico di origine tedesca William Herschel.